# Карвово-Подґурне
Карвово-Подґурне (пол. Karwowo-Podgórne) — село в Польщі, у гміні Старожреби Плоцького повіту Мазовецького воєводства.
Населення — 58 осіб (2011).
У 1975-1998 роках село належало до Плоцького воєводства.

## Демографія
Демографічна структура станом на 31 березня 2011 року:
|          | Загалом | Допрацездатний вік | Працездатний вік | Постпрацездатний вік |
| -------- | ------- | ------------------ | ---------------- | -------------------- |
| Чоловіки | 32      | 6                  | 22               | 4                    |
| Жінки    | 26      | 3                  | 14               | 9                    |
| Разом    | 58      | 9                  | 36               | 13                   |